# Jasmin Egger
Jasmin Egger, geboren als Jasmin Achermann (Gunzwil, 7 juli 1989) is een Zwitsers veldrijdster. Ze rijdt tegenwoordig voor Team Rapha Focus.
Tussen 2008 en 2013 won Egger zes keer het Zwitsers kampioenschap veldrijden. Hierna werd het stil rond Egger, door verschillende blessures werd ze gedurende drie seizoenen uit roulatie gehaald. In het seizoen 2016-2017 kwam ze weer aan de oppervlakte. 

## Erelijst

### Cross
| Seizoen   | Wereldbeker | Superprestige | Bpost Trofee | WK  | ZK    | Overige                                                             | Totaal aantal zeges |
| --------- | ----------- | ------------- | ------------ | --- | ----- | ------------------------------------------------------------------- | ------------------- |
| 2004-2005 |             |               |              | NVT | Brons |                                                                     | 0                   |
| 2005-2006 |             |               |              | NVT | 4e    |                                                                     | 0                   |
| 2006-2007 |             |               |              | NVT | NVT   | Schmerikon, Frenkendorf                                             | 3                   |
| 2007-2008 |             |               |              | ND  | Goud  | Uster, Aigle, Rennaz, Meilen, Schmerikon                            | 6                   |
| 2008-2009 |             |               |              |     | Goud  | Magstadt, Frenkendorf, Meilen, Dagmersellen, Beromünster, Dubendorf | 7                   |
| 2009-2010 |             |               |              |     | Goud  | Steinmaur, Aigle, Uster, Dagmersellen, Beromunster                  | 6                   |
| 2010-2011 |             |               |              | 5e  | Goud  | Steinmaur, Dielsdorf                                                | 3                   |
| 2011-2012 |             |               |              | 9e  | Goud  | Bützberg, Faè di Oderzo, Bussang                                    | 4                   |
| 2012-2013 |             |               |              | 7e  | Goud  | Madiswil, Faè di Oderzo, Beromunster                                | 4                   |
| 2013-2014 |             |               |              | DNS | DNS   |                                                                     | 0                   |
| 2014-2015 |             |               |              | DNS | DNS   |                                                                     | 0                   |
| 2015-2016 |             |               |              | DNS | DNS   |                                                                     | 0                   |
| 2016-2017 |             |               |              | DNS | Goud  | Madiswil, Nyon, Dagmersellen                                        | 4                   |
| 2017-2018 |             |               |              |     |       | Nyon, Sion                                                          | 2                   |